# Sint-Annakapel (Busch)

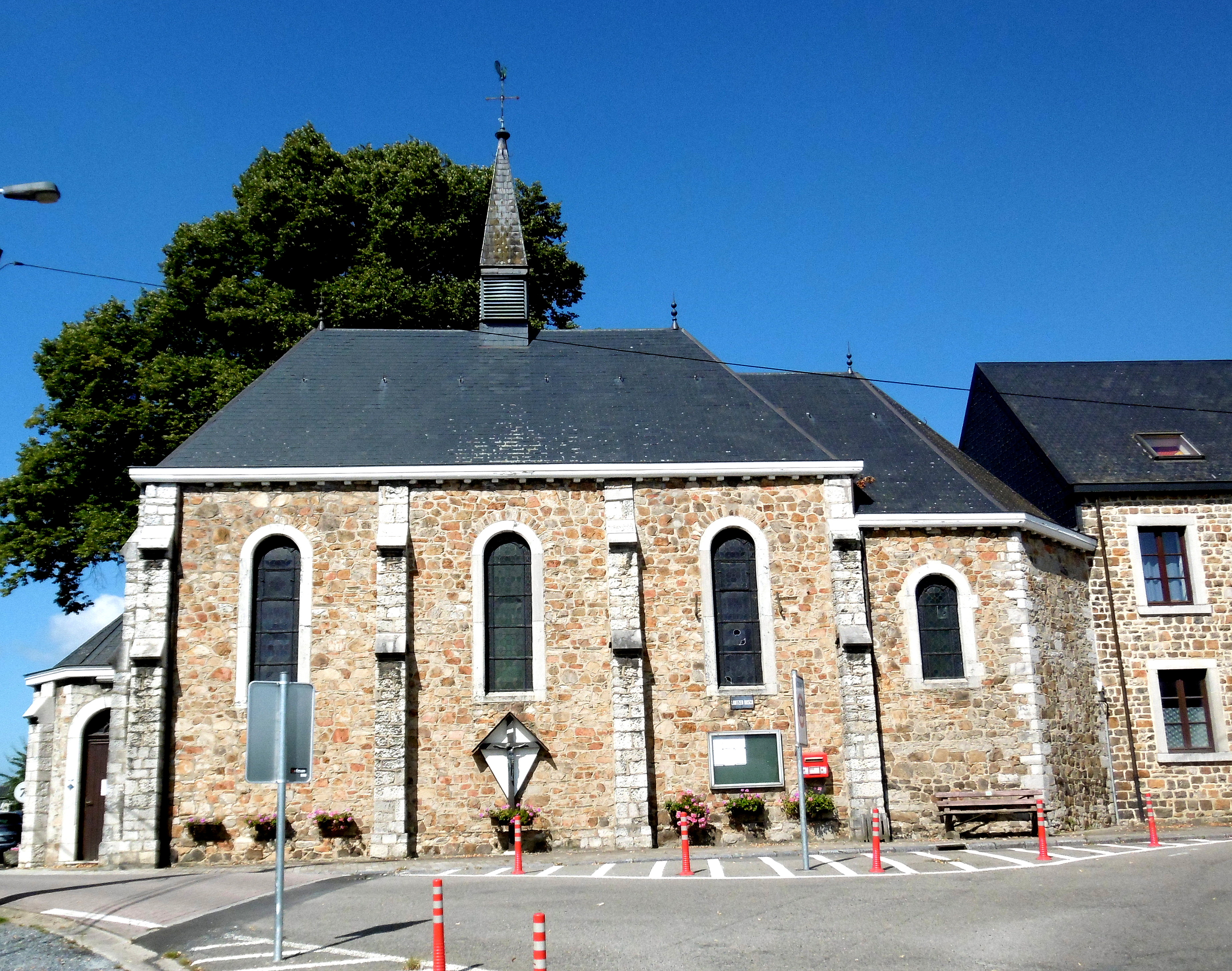
Sint-Annakapel

De Sint-Annakapel (Sankt-Annakapelle) is een kapel - feitelijk een klein kerkgebouw - in de tot de Belgische gemeente Lontzen behorende buurtschap Busch, gelegen aan de Kapellenstraße.
Deze kapel werd in 1898 gebouwd in historiserende stijl. De in breuksteen opgetrokken kapel heeft een schilddak met dakruiter en een iets verlaagd, driezijdig afgesloten kerk. In dit gebouw worden Missen opgedragen. De kapel is echter afhankelijk van de Sint-Hubertusparochie van het naburige Lontzen.